# Haliclona robustaspicula
Haliclona robustaspicula är en svampdjursart som beskrevs av Kazuo Hoshino 1981. Haliclona robustaspicula ingår i släktet Haliclona och familjen Chalinidae. Inga underarter finns listade i Catalogue of Life.